# ГТЕС Таухара
ГТЕС Таухара – геотермальна електростанція на Північному острові Нової Зеландії. 
Будівництво станції почалось у 2021 році, а на травень 2024-го припав перший запуск турбіни. Отримана з-під землі двофазна паро-водяна суміш з температурою 240 градусів Цельсію проходить сепарацію, після чого пара приводить в дію парову турбіну виробництва Fuji потужністю 174 МВт.  
Вода та відпрацьований конденсат з температурою 110 градусів Цельсію закачуються під землю.
Видача продукції відбувається під напругою 220 кВ.